# Derbi de Génova
El Derby della Lanterna (en castellano: «Derbi de la linterna»), o simplemente Derby di Genova, es el nombre que recibe el partido de fútbol y la rivalidad local entre el U.C. Sampdoria y el Genoa C.F.C., los clubes de fútbol más importantes de la ciudad de Génova, Italia. Este derbi se disputa en el Stadio Luigi Ferraris, que ambos comparten, lo que acentúa más una rivalidad que ya de por sí es una de las más importantes de Italia.
La lucha deportiva entre ambos equipos de Génova cómenzó en 1946, cuando se fundó la Sampdoria, fruto de la fusión entre la Sampierdarenese y el Andrea Doria. Sin embargo, la rivalidad comenzó en la primera mitad del siglo XX entre el Genoa, fundado en 1893, y los anteriores equipos, cuyo sucesor es la actual Sampdoria.

## Cultura de la rivalidad

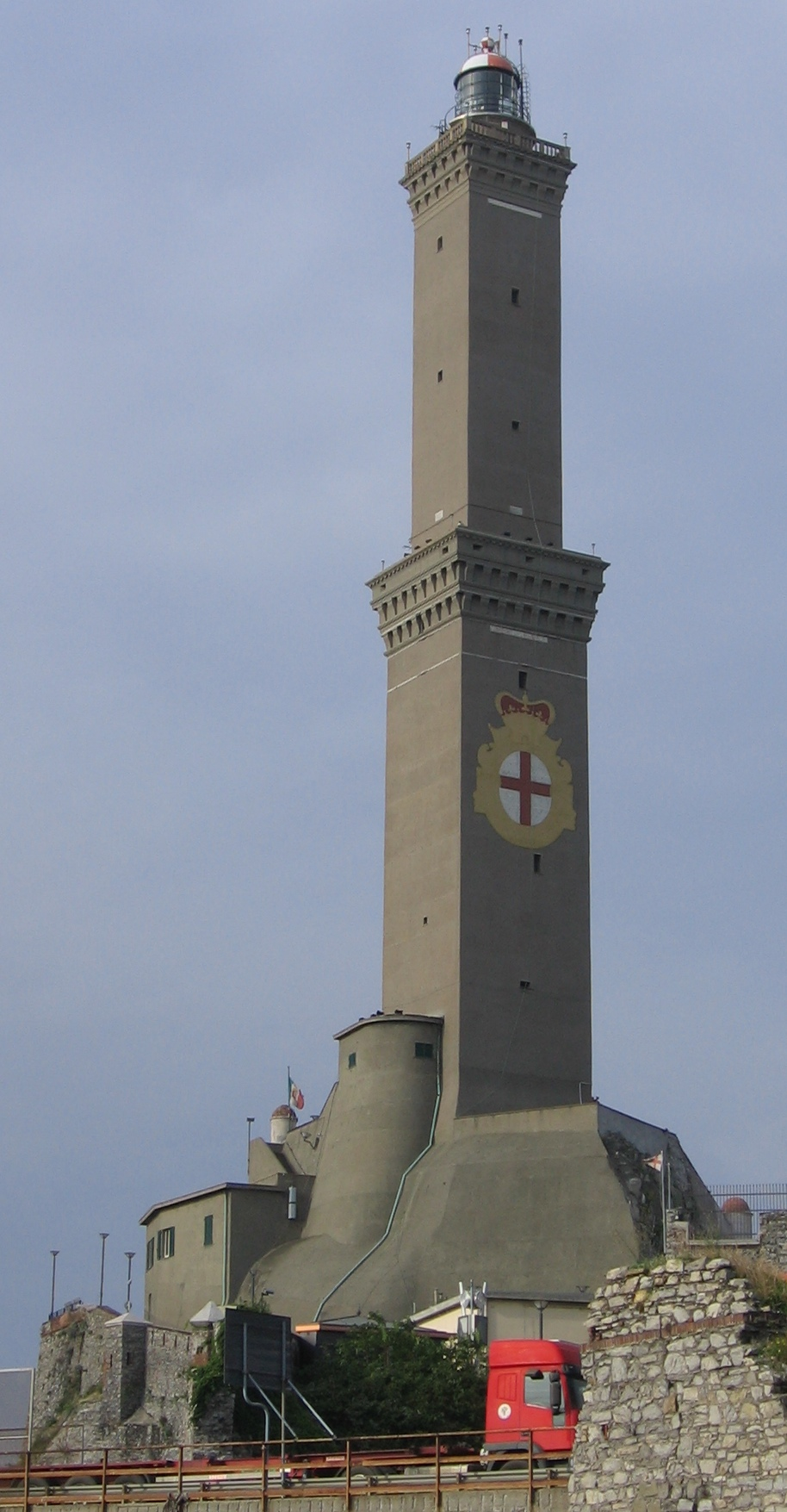
La torre de Génova, Italia.

El nombre del derbi deriva de la Torre della Lanterna, el antiguo punto de referencia y faro principal del puerto de la ciudad. En cuanto a su base de aficionados, los dos equipos tienen más o menos el mismo número de "tifosi" y las dos hinchadas son entre las más caliente de Italia. Si se suman los abonados de las dos hinchadas, Génova alcanza cada año los 40.000/50.000 abonados en una ciudad de 550.000 habitantes. Aunque la rivalidad no llega a la gravedad de los derbis de Roma, las tensiones siguen siendo altas entre los dos equipos y grupos de seguidores. La rivalidad también es alimentada por el hecho de que el Genoa es el club de fútbol más antiguo de Italia, mientras que la Sampdoria es el club de más reciente fundación.

## Historia
El derbi actual se basa en la rivalidad del C.F.C. Genoa y la U.C. Sampdoria, pero los orígenes datan de la primera mitad del siglo XX, cuando el Genoa, fundado el 7 de septiembre de 1893 y ganador de 9 títulos de liga nacional y de una Copa Italia, competía con la Ginnastica Sampierdarenese (1899) y la Società Ginnastica Andrea Doria (1900) al ser el equipo dominante de Génova.
En ese momento, la Associazione Calcio Liguria y Associazione Calcio La Dominante también eran otros de los rivales importantes de la ciudad, aunque este último sólo en los partidos amistosos. El derbi se vive en Génova con gran pasión por los aficionados, que se preparan semanas antes del evento y lo recuerdan durante semanas después. El espectáculo de colores y sonidos por ambas hinchadas (Gradinata Nord Genoa y Gradinata Sud Sampdoria) favorece una atmósfera especial de juego.
El primer derbi se disputó el 3 de noviembre de 1946, en el estadio Luigi Ferraris. La Sampdoria se impuso por 3-0, delante del Presidente de la República italiana por aquel entonces, Enrico De Nicola. En el 1981, los hinchas de la Sampdoria soltaron por el campo conejos vestidos con la camiseta del C.F.C. Genoa. 
Diego Milito ( Genoa ) es el único jugador en convertir un triplete, en mayo de 2009. El 8 de mayo de 2011, Mauro Boselli (jugador del Genoa) convirtió el gol del triunfo en el minuto 97 y condenó a los rivales al descenso a Segunda que se produjo una jornada después (la penúltima del campeonato). Lo mismo pasò en la temporada 2021/22, cuando el derbi condenó el Genoa al descenso después del penalti de Domenico Criscito al minuto 94 parado por Emil Audero. El último enfrentamiento entre los dos equipos (25 de septiembre de 2024), terminó 1-1 (ganò la Sampdoria 5-6 a los penaltis), con Genoa haciendo de local en la Copa de Italia.  El derbi entre Sampdoria y Genoa es el único derbi italiano que se ha jugado en Serie A, Serie B y en la Copa de Italia.

## Estadísticas

### Liga
La siguiente es una lista incompleta de partidos entre el Genoa y Sampdoria. Los resultados que se muestran son desde la temporada 1993/94.
| \| Temporada \| Fecha \| Competición \| Local \| Resultado \| Visitante \| Asistencia \| \| --------- \| ---------- \| ----------- \| --------- \| --------- \| --------- \| ---------- \| \| 1993-94 \| 05-12-1993 \| Serie A \| Genoa \| 1–1 \| Sampdoria \| \| \| 1993-94 \| 10-04-1994 \| Serie A \| Sampdoria \| 1–1 \| Genoa \| \| \| 1994-95 \| 04-12-1994 \| Serie A \| Sampdoria \| 3–2 \| Genoa \| \| \| 1994-95 \| 30-04-1995 \| Serie A \| Genoa \| 2–1 \| Sampdoria \| \| \| 1999-2000 \| 22-10-1999 \| Serie A \| Genoa \| 1–1 \| Sampdoria \| \| \| 1999-2000 \| 20-03-2000 \| Serie A \| Sampdoria \| 0–1 \| Genoa \| \| \| 2000-01 \| 07-11-2000 \| Serie B \| Sampdoria \| 2–0 \| Genoa \| \| \| 2000-01 \| 02-04-2001 \| Serie B \| Genoa \| 2–0 \| Sampdoria \| \| \| 2001-02 \| 04-11-2001 \| Serie B \| Genoa \| 1–0 \| Sampdoria \| \| \| 2001-02 \| 08-04-2002 \| Serie B \| Sampdoria \| 0–0 \| Genoa \| \| \| 2002-03 \| 15-11-2002 \| Serie B \| Sampdoria \| 2–1 \| Genoa \| \| \| 2002-03 \| 19-04-2003 \| Serie B \| Genoa \| 0–2 \| Sampdoria \| \| \| 2007-08 \| 23-09-2007 \| Serie A \| Sampdoria \| 0–0 \| Genoa \| 33,060 \| \| 2007-08 \| 17-02-2008 \| Serie A \| Genoa \| 0–1 \| Sampdoria \| 37,508 \| \| 2008-09 \| 07-12-2008 \| Serie A \| Sampdoria \| 0–1 \| Genoa \| \| \| 2008-09 \| 03-05-2009 \| Serie A \| Genoa \| 3–1 \| Sampdoria \| \| \| 2009-10 \| 28-11-2009 \| Serie A \| Genoa \| 3–0 \| Sampdoria \| 33,265 \| \| 2009-10 \| 11-04-2010 \| Serie A \| Sampdoria \| 1–0 \| Genoa \| 34,494 \| \| 2010-11 \| 16-02-2011 \| Serie A \| Sampdoria \| 0–1 \| Genoa \| 25,001 \| \| 2010-11 \| 08-05-2011 \| Serie A \| Genoa \| 2–1 \| Sampdoria \| 29,465 \| \| 2012-13 \| 18-11-2012 \| Serie A \| Sampdoria \| 3–1 \| Genoa \| 32,000 \| \| 2012-13 \| 14-04-2013 \| Serie A \| Genoa \| 1–1 \| Sampdoria \| \| \| 2013-14 \| 15-09-2013 \| Serie A \| Sampdoria \| 0–3 \| Genoa \| \| \| 2013-14 \| 03-02-2014 \| Serie A \| Genoa \| 0–1 \| Sampdoria \| \| \| 2014-15 \| 28-09-2014 \| Serie A \| Genoa \| 0–1 \| Sampdoria \| \| \| 2014-15 \| 24-02-2015 \| Serie A \| Sampdoria \| 1–1 \| Genoa \| \| \| 2015-16 \| 05-01-2016 \| Serie A \| Genoa \| 2–3 \| Sampdoria \| \| \| 2015-16 \| 08-05-2016 \| Serie A \| Sampdoria \| 0–3 \| Genoa \| \| \| 2016-17 \| 22-10-2016 \| Serie A \| Sampdoria \| 2–1 \| Genoa \| \| \| 2016-17 \| 11-03-2017 \| Serie A \| Genoa \| 0–1 \| Sampdoria \| \| \| 2017-18 \| 04-11-2017 \| Serie A \| Genoa \| 0–2 \| Sampdoria \| \| \| 2017-18 \| 08-04-2018 \| Serie A \| Sampdoria \| 0–0 \| Genoa \| \| \| 2018-19 \| 25-11-2018 \| Serie A \| Genoa \| 1–1 \| Sampdoria \| \| \| 2018-19 \| 14-04-2019 \| Serie A \| Sampdoria \| 2–0 \| Genoa \| \| \| 2019-20 \| 14-12-2019 \| Serie A \| Genoa \| 0–1 \| Sampdoria \| \| \| 2019-20 \| 22-07-2020 \| Serie A \| Sampdoria \| 1–2 \| Genoa \| \| \| 2020-21 \| 01-11-2020 \| Serie A \| Sampdoria \| 1–1 \| Genoa \| \| \| 2020-21 \| 03-03-2021 \| Serie A \| Genoa \| 1–1 \| Sampdoria \| \| \| 2021-22 \| 10-12-2021 \| Serie A \| Genoa \| 1–3 \| Sampdoria \| \| \| 2021-22 \| 30-04-2022 \| Serie A \| Sampdoria \| 1–0 \| Genoa \| \| |            |             |           |           |           |            |
| Temporada | Fecha      | Competición | Local     | Resultado | Visitante | Asistencia |
| 1993-94 | 05-12-1993 | Serie A     | Genoa     | 1–1       | Sampdoria |            |
| 1993-94 | 10-04-1994 | Serie A     | Sampdoria | 1–1       | Genoa     |            |
| 1994-95 | 04-12-1994 | Serie A     | Sampdoria | 3–2       | Genoa     |            |
| 1994-95 | 30-04-1995 | Serie A     | Genoa     | 2–1       | Sampdoria |            |
| 1999-2000 | 22-10-1999 | Serie A     | Genoa     | 1–1       | Sampdoria |            |
| 1999-2000 | 20-03-2000 | Serie A     | Sampdoria | 0–1       | Genoa     |            |
| 2000-01 | 07-11-2000 | Serie B     | Sampdoria | 2–0       | Genoa     |            |
| 2000-01 | 02-04-2001 | Serie B     | Genoa     | 2–0       | Sampdoria |            |
| 2001-02 | 04-11-2001 | Serie B     | Genoa     | 1–0       | Sampdoria |            |
| 2001-02 | 08-04-2002 | Serie B     | Sampdoria | 0–0       | Genoa     |            |
| 2002-03 | 15-11-2002 | Serie B     | Sampdoria | 2–1       | Genoa     |            |
| 2002-03 | 19-04-2003 | Serie B     | Genoa     | 0–2       | Sampdoria |            |
| 2007-08 | 23-09-2007 | Serie A     | Sampdoria | 0–0       | Genoa     | 33,060     |
| 2007-08 | 17-02-2008 | Serie A     | Genoa     | 0–1       | Sampdoria | 37,508     |
| 2008-09 | 07-12-2008 | Serie A     | Sampdoria | 0–1       | Genoa     |            |
| 2008-09 | 03-05-2009 | Serie A     | Genoa     | 3–1       | Sampdoria |            |
| 2009-10 | 28-11-2009 | Serie A     | Genoa     | 3–0       | Sampdoria | 33,265     |
| 2009-10 | 11-04-2010 | Serie A     | Sampdoria | 1–0       | Genoa     | 34,494     |
| 2010-11 | 16-02-2011 | Serie A     | Sampdoria | 0–1       | Genoa     | 25,001     |
| 2010-11 | 08-05-2011 | Serie A     | Genoa     | 2–1       | Sampdoria | 29,465     |
| 2012-13 | 18-11-2012 | Serie A     | Sampdoria | 3–1       | Genoa     | 32,000     |
| 2012-13 | 14-04-2013 | Serie A     | Genoa     | 1–1       | Sampdoria |            |
| 2013-14 | 15-09-2013 | Serie A     | Sampdoria | 0–3       | Genoa     |            |
| 2013-14 | 03-02-2014 | Serie A     | Genoa     | 0–1       | Sampdoria |            |
| 2014-15 | 28-09-2014 | Serie A     | Genoa     | 0–1       | Sampdoria |            |
| 2014-15 | 24-02-2015 | Serie A     | Sampdoria | 1–1       | Genoa     |            |
| 2015-16 | 05-01-2016 | Serie A     | Genoa     | 2–3       | Sampdoria |            |
| 2015-16 | 08-05-2016 | Serie A     | Sampdoria | 0–3       | Genoa     |            |
| 2016-17 | 22-10-2016 | Serie A     | Sampdoria | 2–1       | Genoa     |            |
| 2016-17 | 11-03-2017 | Serie A     | Genoa     | 0–1       | Sampdoria |            |
| 2017-18 | 04-11-2017 | Serie A     | Genoa     | 0–2       | Sampdoria |            |
| 2017-18 | 08-04-2018 | Serie A     | Sampdoria | 0–0       | Genoa     |            |
| 2018-19 | 25-11-2018 | Serie A     | Genoa     | 1–1       | Sampdoria |            |
| 2018-19 | 14-04-2019 | Serie A     | Sampdoria | 2–0       | Genoa     |            |
| 2019-20 | 14-12-2019 | Serie A     | Genoa     | 0–1       | Sampdoria |            |
| 2019-20 | 22-07-2020 | Serie A     | Sampdoria | 1–2       | Genoa     |            |
| 2020-21 | 01-11-2020 | Serie A     | Sampdoria | 1–1       | Genoa     |            |
| 2020-21 | 03-03-2021 | Serie A     | Genoa     | 1–1       | Sampdoria |            |
| 2021-22 | 10-12-2021 | Serie A     | Genoa     | 1–3       | Sampdoria |            |
| 2021-22 | 30-04-2022 | Serie A     | Sampdoria | 1–0       | Genoa     |            |

### Copa
| Temporada | Fecha      | Competición | Ronda                  | Local     | Resultado        | Visitante |
| --------- | ---------- | ----------- | ---------------------- | --------- | ---------------- | --------- |
| 1957–58   | 22-06-1958 | Copa Italia | Fase de grupos         | Genoa     | 1 – 3            | Sampdoria |
| 1957–58   | 19-07-1958 | Copa Italia | Fase de grupos         | Genoa     | 2 – 0            | Sampdoria |
| 1966–67   | 30-09-1966 | Copa Italia | Fase de grupos         | Sampdoria | 1 – 0            | Genoa     |
| 1968–69   | 08-09-1968 | Copa Italia | Fase de grupos         | Sampdoria | 2 – 1            | Genoa     |
| 1969–70   | 31-08-1972 | Copa Italia | Fase de grupos         | Genoa     | 1 – 1            | Sampdoria |
| 1971–72   | 19-09-1971 | Copa Italia | Fase de grupos         | Sampdoria | 1 – 1            | Genoa     |
| 1972–73   | 30-09-1972 | Copa Italia | Fase de grupos         | Genoa     | 1 – 1            | Sampdoria |
| 1978–79   | 30-08-1978 | Copa Italia | Fase de grupos         | Genoa     | 0 – 1            | Sampdoria |
| 1989–90   | 30-08-1989 | Copa Italia | Segunda Ronda          | Genoa     | 0 – 1            | Sampdoria |
| 1996–97   | 28-08-1996 | Copa Italia | Dieciseisavos de final | Genoa     | 2 – 2            | Sampdoria |
| 1996–97   | 02-10-1996 | Copa Italia | Dieciseisavos de final | Sampdoria | 0 – 2            | Genoa     |
| 2002–03   | 28-08-1996 | Copa Italia | Fase de grupos         | Genoa     | 1 – 2            | Sampdoria |
| 2020–21   | 26-11-2020 | Copa Italia | Cuarta Ronda           | Sampdoria | 1 – 3            | Genoa     |
| 2024–25   | 25-09-2024 | Copa Italia | Segunda Ronda          | Genoa     | 1 – 1 (5-6 pen.) | Sampdoria |

Leyenda: